# Georg Rasch
Georg William Rasch (21 settembre 1901 – 19 ottobre 1980) è stato uno statistico danese.
Studiò con Ronald Fisher e brevemente anche con Ragnar Frisch ed era membro dell'Istituto Internazionale di Statistica.
Nel 1960 propose il Modello di Rasch che ha trovato largo impiego nella teoria dei test psicometrici e sul quale si basa tra l'altro lo studio internazionale PISA e le prove nazionali disposte dall'INValSI.

## Scritti
- Probabilistic models for some intelligence and attainment tests, 1960
- On general laws and the meaning of measurement in psychology, 1961
- On Specific Objectivity: An attempt at formalizing the request for generality and validity of scientific statements, 1977